# Junkersaurenbach
Junkersaurenbach ist ein Ortsteil der Gemeinde Ruppichteroth im Rhein-Sieg-Kreis in Nordrhein-Westfalen. 

## Lage
Der Weiler liegt an den Hängen des Bergischen Landes. Nachbarorte sind Obersaurenbach im Osten und Hambuchen im Westen.

## Geschichte
Junkersaurenbach war Sitz der Adeligen von Saurius. 
1809 hatte der Ort sieben katholische Einwohner.
1910 waren für den Weiler die Haushalte Ackerer Karl Bickenbach und Christian Hüppelshäuser vermerkt.